# Уступ (архитектура)

Уиллис-тауэр составлен из девяти труб, которые, заканчиваясь на разных высотах, формируют уступы

Уступ — изменение площади перекрытий в здании по мере увеличения высоты, за счёт чего приобретается ступенчатый профиль.
Изначально уступы использовались в качестве конструктивных элементов, но сейчас чаще делаются из эстетических соображений или предписываются строительными кодексами. В чрезмерно застроенных районах в высотных зданиях уступы играют значительную роль в поступлении воздуха и уменьшении площади затемнения прилегающих территорий. Они используются также для обеспечения противопожарной безопасности, так как образуют незадымляемые площадки и могут упростить эвакуацию. С помощью уступов повышается устойчивость здания благодаря снижению его центра масс.
Уступчатые конструкции иногда используются для зданий, строящихся в целях оздоровления или лечения людей. Террасы позволяют выходить на открытый воздух, не покидая здания.

## История

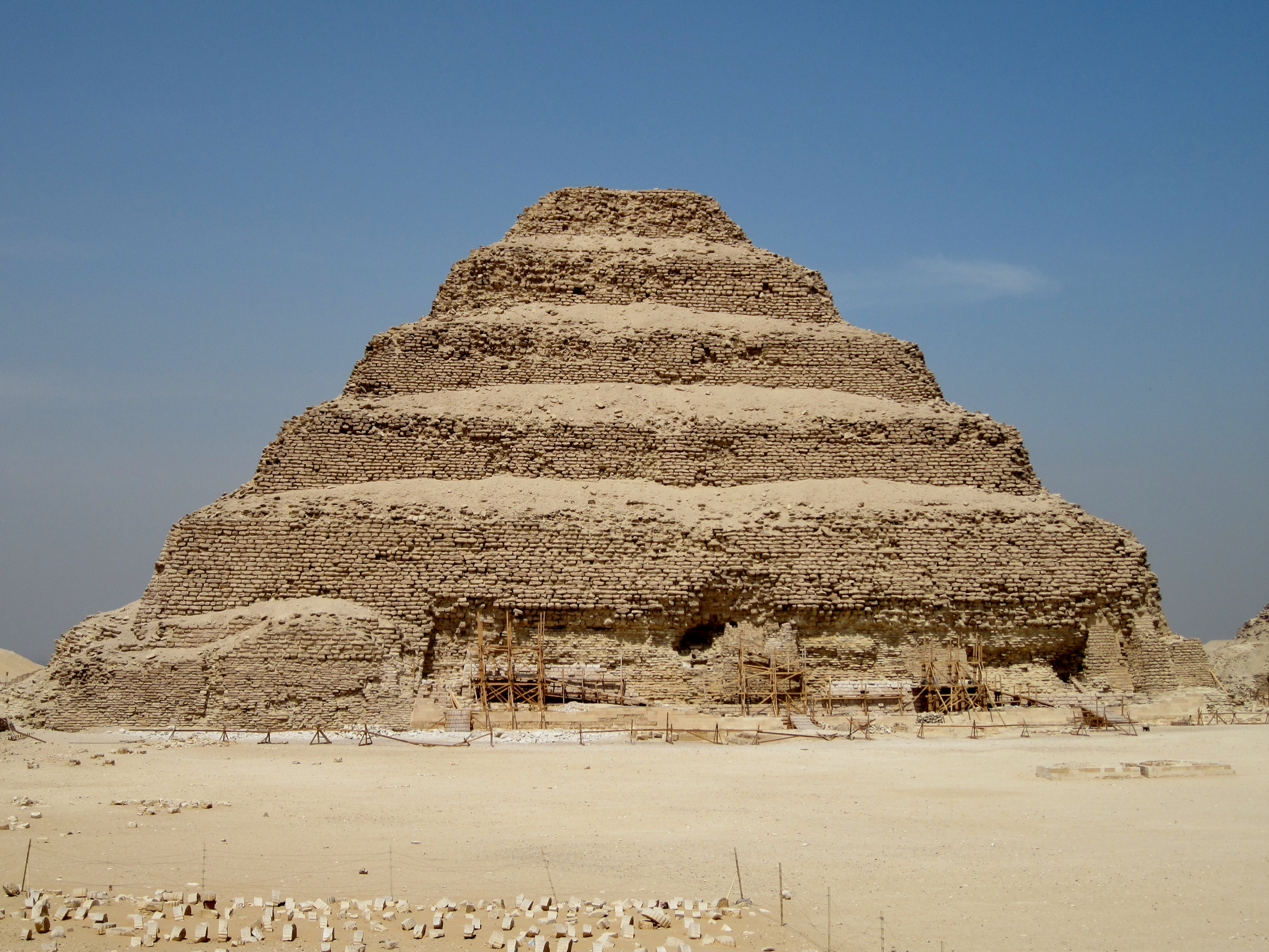
Ступенчатая египетская пирамида Джосера

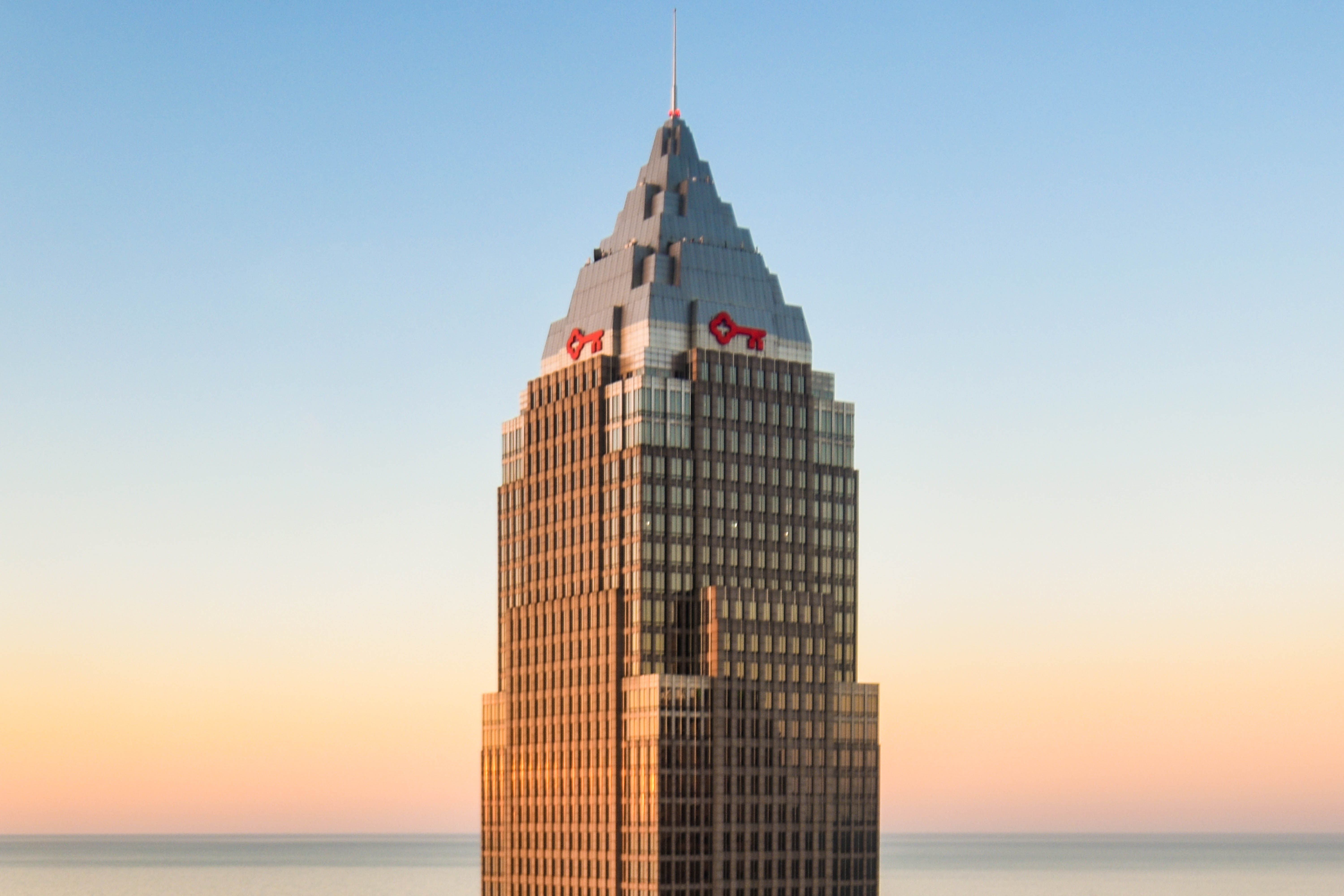
Ки-Тауэр уступами сужается к вершине

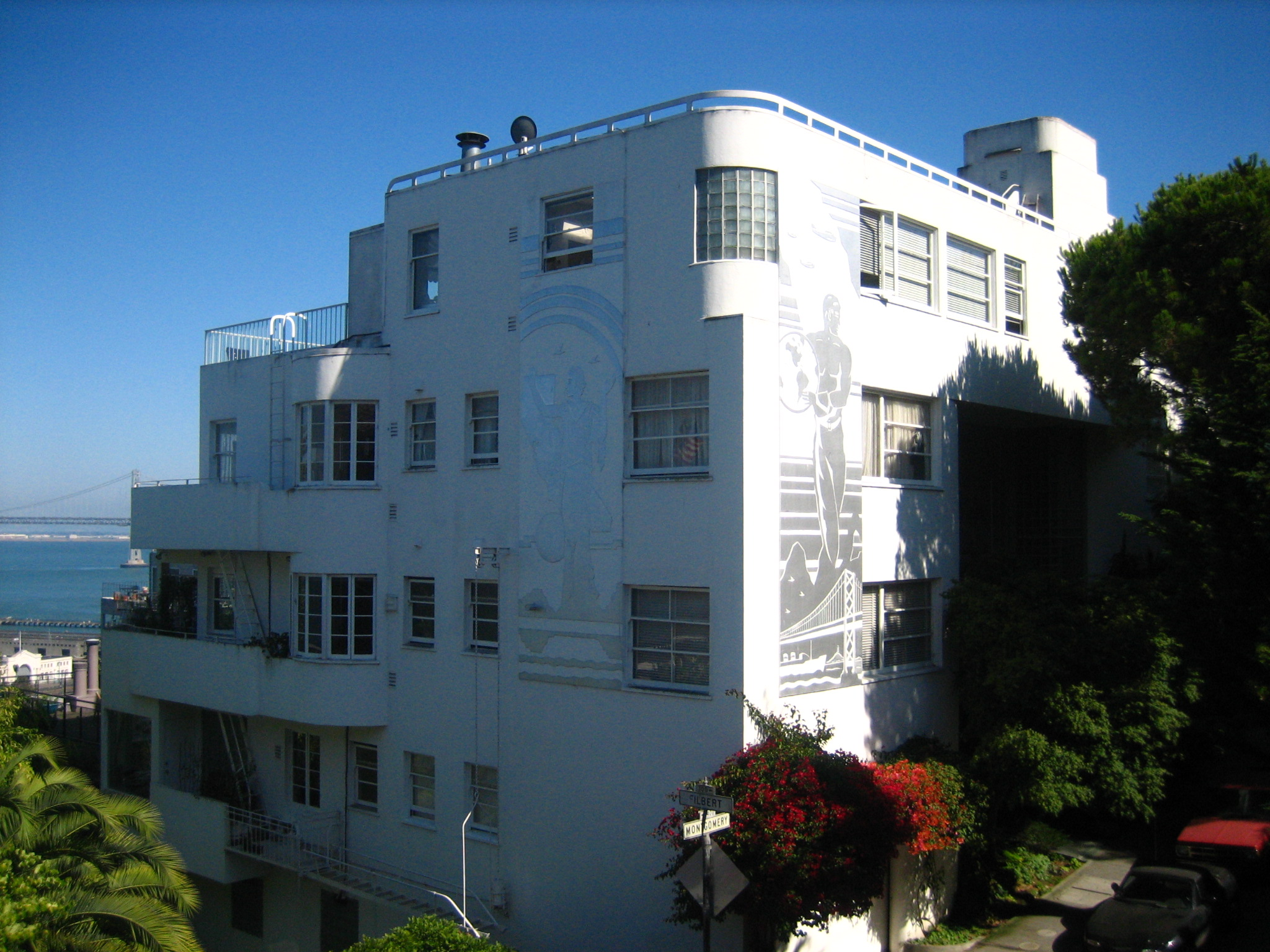
Маллок-билдинг, уступами поднимающееся по Телеграф-Хилл, в Сан-Франциско

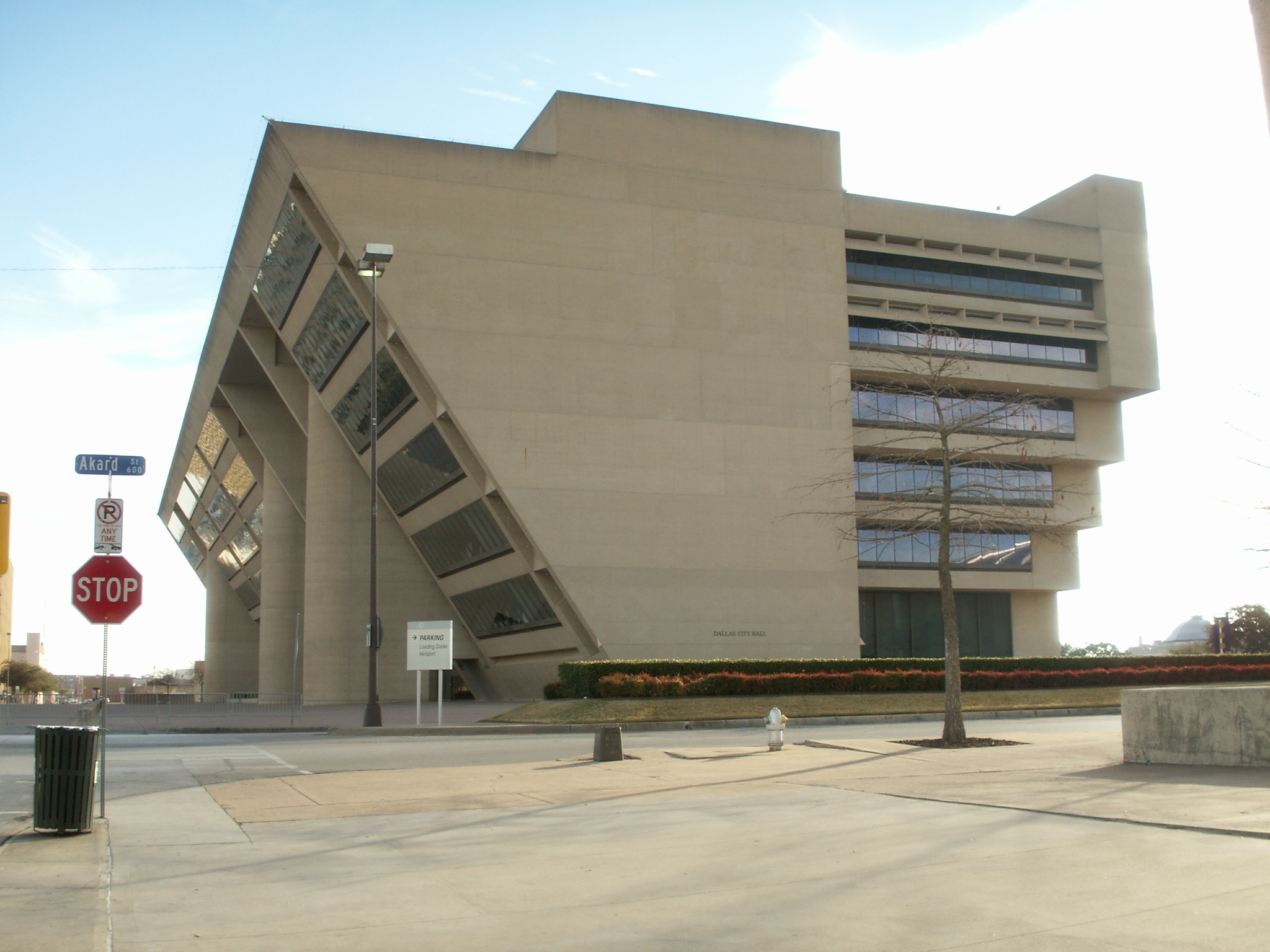
Далласская ратуша с обратными уступами архитектора Йо Минг Пея

Уступы использовались древними строителями для увеличения высоты каменных конструкций путём распределения нагрузок от собственного веса постройки. Это достигалось постепенным уменьшением объёма каждого последующего уровня постройки по мере отдаления от земли. Уступы позволяли зданию не терять своей формы даже при эрозии почв. Среди наиболее известных построек древности, использующих ступенчатую структуру — пирамида Джосера в Древнем Египте, мезоамериканский Эль-Тахин и зиккурат в Уре.
С появлением стальных каркасов в конце XIX века здания постепенно стали делать выше, необходимость в строительстве несущих стен отпадала, а ограничений в структуре здания становится меньше. Создавались условия для создания зданий с уступами. Строительству ступенчатых фасадов высоких зданий предшествовали мансарды, перед которыми у уступов есть ряд преимуществ. Из-за наклонных стен мансард часть пола не могла использоваться полноценно, а остекление для естественного освещения помещений и проветривания затруднялось.
В начале XX века много внимания уделялось естественной освещённости помещений, поэтому уступы активно использовались в строительстве. Архитекторы даже делали акцент на них с помощью декоративных элементов — мозаик; китайских, майяских, греческих мотивов или геометрических блоков. Однако более поздние архитекторы не придавали уступам большого значения. Благодаря внедрению искусственного освещения и кондиционирования воздуха получили развитие массивные простые формы. Для интернациональной архитектуры, как правило, характерны небоскрёбы с цельными стеклянными стенами, не прерывающимися уступами, при этом архитекторы соблюдали требования зонирования, делая у основания здания один массивный уступ, занимающий значительную площадь.
В конце XX столетия в противоположность прямоугольным сплошным формам стали появляться здания сложных необычных форм. Помимо прочих появились здания, площадь пола которых повышалась с высотой — здания с обратными уступами. Такие постройки не обладают сейсмостойкостью, так как для этого необходимо, чтобы центр тяжести был как можно более близок к основанию здания, а в данном случае вес каждого перекрытия с увеличением этажа повышается.